# Orange Juice
Orange Juice est un groupe de post-punk britannique, originaire de la région de Glasgow, en Écosse. Il est principalement connu pour son morceau à succès Rip It Up qui atteindra la huitième place de l'UK Singles Chart en février 1983, le seul tube britannique du groupe au Top 40.

## Biographie
Le groupe est formé en 1976 sous le nom de Nu-Sonics avant d'en changer en 1978. Edwyn Collins forme les Nu-Sonics (un nom qu'il tire d'une guitare à bas prix) avec un ami d'école Alan Duncan, et qui sont rejoints par James Kirk et Steven Daly, qui quittera un groupe appelé The Machetes. Le groupe se rebaptise Orange Juice en 1979. Le morceau Falling and Laughing voit le jour à l'automne 1979 chez Postcard Records, label local fondé par Alan Horne, qui se propose à cette période d'éditer les jeunes groupes de rock indépendant. Le groupe publie ses premiers singles entre 1980 et 1981 chez Postcard Records dont Blue Boy et Simply Thrilled Honey.
C'est néanmoins le label français Polydor qui, au printemps 1982, publie leur premier véritable album, You Can't Hide Your Love Forever. Orange Juice enregistre l'arrivée des guitariste Malcolm Ross et batteur Zeke Manyika, alors que James et Steven font le chemin inverse. Ces musiciens enregistrent à l'automne le second disque, Rip it Up, dont le morceau-titre sera le meilleur succès des britanniques, atteignant la 8e place des classements nationaux. Il est le premier morceau à succès à faire usage du Roland TB-303.
Le style musical du groupe évolue peu à peu, s'électronise, caractéristique de la période. Textes empreints d'ironie. Un EP, Texas Fever, est lancé dans l'intervalle. Le style rappelle The Smiths, artistes alors très populaires Outre-Manche. En 1984, Ross et McClymont s'en vont à leur tour. Orange Juice finit sa route en duo, Collins et Manyika, aidés par des amis, ponctuent l'aventure par l'ultime et simplement nommé The Orange Juice.
Edwyn poursuit depuis une discrète carrière solo, toutefois ponctuée d'un réel succès en 1994, A Girl Like You, extrait de son troisième album Gorgeous George, est massivement diffusée sur les ondes.

## Membres
- Edwyn Collins - chant, guitare, textes
- James Kirk - chant, guitare, textes
- David McClymont - basse
- Steven Daly - batterie

## Discographie
- 1982 : You Can't Hide Your Love Forever (UK n°21)
- 1982 : Rip It Up (UK n°39)
- 1984 : Texas Fever (EP) (UK n°34)
- 1984 : The Orange Juice
- 1992 : The Esteemed - The Very Best of Orange Juice (compilation)
- 2010 : ...Coals to Newcastle (coffret 6 CD/DVD - compilation)